# Ципко, Александр Сергеевич
Алекса́ндр Серге́евич Ципко́ (род. 15 августа 1941, Одесса, УССР, СССР) — советский и российский социальный философ и политолог. Доктор философских наук (1985), главный научный сотрудник Института экономики РАН.

## Биография
С 1960 по 1963 год служил срочную службу в Советской Армии в войсках ГРУ.
В 1968 году окончил философский факультет МГУ.
В 1965—1967 годах работал в газете «Комсомольская правда», в 1967—1970 годах — в ЦК ВЛКСМ.
В 1971 защитил диссертацию на соискание учёной степени кандидата философских наук по теме «Методологические проблемы исследования критерия социального прогресса социалистического общества».
С 1972 года работает в Институте международных экономических и политических исследований РАН (бывший Институт экономики мировой социалистической системы Академии наук СССР).
В 1978—1980 годах — доцент Института философии и социологии Польской академии наук. В 1980 году получил степень хабилитованного доктора философии Польской Народной Республики.
В 1985 защитил диссертацию на соискание учёной степени доктора философских наук по теме «Философские предпосылки становления и развития учения Карла Маркса о первой фазе коммунистической формации» (специальность 09.00.01 — диалектический и исторический материализм).
В 1986—1990 — консультант отдела социалистических стран ЦК КПСС. В 1988—1990 годах — помощник секретаря ЦК КПСС А. Н. Яковлева. За это время изменил свои публично декларируемые взгляды на противоположные. Критик «сталинизма».
С января 1992 года принимал участие в создании Фонда Горбачёва, был директором научных программ фонда. В 1992—1993 — приглашённый профессор Университета Хоккайдо (Япония), в 1995—1996 — приглашённый исследователь Центра Вудро Вильсона (США).
Директор Центра политологических программ Международного фонда социально-экономических и политологических исследований «Фонда Горбачёва», главный научный сотрудник Института международных экономических и политических исследований (ИМЭПИ) РАН.
Стал учредителем основанного в декабре 2006 года фонда «Возвращение», ратующего за возвращение исторических традиций, нравственных ценностей и названий, существовавших в России до 1917 года и отвергнутых за годы советской власти.
Владеет польским и английским языками.

## Взгляды
Александр Ципко: «Мы, интеллектуалы особого рода, начали духовно развиваться во времена сталинских страхов, пережили разочарование в хрущёвской оттепели, мучительно долго ждали окончания брежневского застоя, делали перестройку. И наконец, при своей жизни, своими глазами можем увидеть, во что вылились на практике и наши идеи, и наши надежды…
Мы были и до сих пор являемся идеологами антитоталитарной — и тем самым антикоммунистической — революции… Наше мышление по преимуществу идеологично, ибо оно рассматривало старую коммунистическую систему как врага, как то, что должно умереть, распасться, обратиться в руины, как Вавилонская башня. Хотя у каждого из нас были разные враги: марксизм, военно-промышленный комплекс, имперское наследство, сталинистское извращение ленинизма и т. д. И чем больше каждого из нас прежняя система давила и притесняла, тем сильнее было желание дождаться её гибели и распада, тем сильнее было желание расшатать, опрокинуть её устои… Отсюда и исходная, подсознательная разрушительность нашего мышления, наших трудов, которые перевернули советский мир».
А. Ципко. «Магия и мания катастрофы. Как мы боролись с советским наследием». «Независимая газета» 17 мая 2000 г.

В 1990-х годах начал выступать с критикой российских радикальных реформаторов, выдвигал идеи «либерального патриотизма». В период Второй чеченской войны и Российско-грузинской войны 2008 года безоговорочно поддержал действия российского руководства во главе с В. В. Путиным и Д. А. Медведевым, обвиняя прозападных либералов в пораженчестве и «национальном предательстве».
В 2005 году в интервью «Крымской правде» заявил, что «Крым не станет русским, господа, как не вернётся и царская Россия».
Во время массовых акций российской либеральной оппозиции 2011-13 гг. также высказывал критику в адрес последних, в частности, сравнил Навального с Лениным. Однако после Евромайдана 2013—2014 гг., аннексии Крыма Россией и начала войны на Юго-Востоке Украины занял критическую позицию по отношению к российской власти, обвиняя её в реставрации «неосталинизма» и «неосоветизма», и заявил, что «безбашенные патриоты-антизападники» опаснее «безбашенных либералов-разрушителей», так как первые отстаивают идею «тотальной конфронтации России со всем цивилизованным миром». В ходе президентских выборов на Украине 2019 года фактически поддержал Петра Порошенко, охарактеризовав его противников (Ю. Тимошенко, Ю. Бойко, В. Зеленского) как «неомарксистско-ленинских популистов», заботящихся не об интересах Украины, а о своей собственной политической карьере. Победу же Владимира Зеленского он назвал фактическим отказом от идеалов «революции достоинства» и «предательством» по отношению к идее «евроинтеграции» Украины и курса её «десоветизации».

## Научные труды

### Монографии
- Оптимизм истории. — М.: Молодая гвардия, 1974. — 192 с. — 50 000 экз.
- Идея социализма: Веха биографии. — М.: Молодая гвардия, 1976. — 272 с. — 50 000 экз.
- Социализм: Жизнь общества и человека. — М.: Молодая гвардия, 1980.
- Некоторые философские аспекты теории социализма. — М.: Наука, 1983.
- Диалектика Перестройки. — М., 1989.
- Насилие лжи, или Как заблудился призрак. — М.: Молодая гвардия, 1990. — 272 с. — 100 000 экз.
- Is Stalinism Really Dead? (Умер ли Сталинизм?) Hazpez. San Francisco, 1990. (англ.)
- Прощание с коммунизмом. — Токио, 1993. (яп.)
- Тревоги славянина: сб. статей. — М., 1997.
- Россию пора доверить русским: критика национального нигилизма российских либералов: сб. статей. — М., 2003.
- Исповедь одессита-антисоветчика : агент «Солидарности» в команде Горбачева. — М. : Navona, 2011. — 319 с. ISBN 978-5-91798-018-8
- Перестройка как русский проект : отечественные мыслители в изгнании о судьбе советского строя. — М. : Алгоритм, 2014. — 542, [1] с. ISBN 978-5-4438-0861-1
- Русская апатия. Имеет ли Россия будущее: сб. статей. — М., 2017.
- Почему в России не ценят человеческую жизнь. — М. : Алгоритм, 2020. — 416 с. ISBN 978-5-907255-96-8

### Статьи
- Истоки сталинизма // Наука и жизнь. — 1988. — № 11, 12; 1989. — № 1, 2.
- О зонах, закрытых для мысли // Суровая драма народа. — М., 1989.
- Хороши ли наши принципы? // Новый мир. — 1990. — № 4.
- Противоречия марксизма // Через тернии. — М., 1990.
- Нужен ли новый эксперимент? // Родина. — 1990. — № 2, 3.

### Интервью
- Александр Ципко: Наступает эпоха эстетизации сталинизма // Независимая газета. — 2006. — 10 марта.
- Все интервью Александра Ципко на радиостанции «Эхо Москвы»
- Все интервью Александра Ципко на радиостанции «Русская Служба Новостей»
- Все интервью Александра Ципко на радиостанции «Финам FM»
- «Двойственность русской интеллигенции»  (недоступная ссылка с 21-05-2013 [4439 дней]) — программа «Философские Чтения»
- https://www.if24.ru/aleksandr-tsipko-interview/